# سيبولتورا
سيبولتورا (بالبرتغالية: Sepultura أو "القبر"‏)  هي فرقة هيفي ميتال برازيلية من بيلو هوريزونتي. تشكلت الفرقة في عام 1984 على يد الأخوين ماكس وإيغور كافاليرا،  وكانت الفرقة قوة رئيسية في تيارات الثراش ميتال والغروف ميتال خلال أواخر الثمانينيات وأوائل التسعينات،  مع تجاربها اللاحقة التي استلهمت التأثير من الميتال البديل وموسيقى العالم النيو ميتال  والهاردكور بانك والإندستريال ميتال.
وقد شهدت سيبولتورا العديد من التغييرات في الأضاء منذ تشكيلها، حيث غادر ماكس وإيجور كافاليرا في عامي 1996 و 2006 على التوالي. تتكون تشكيلة سيبولتورا الحالية من المطرب ديريك غرين وعازف الجيتار أندرياس كيسر وعازف القيثارة باولو جونيور والطبال إلوي كازاغراندي. لم يكن هناك أي أعضاء أصليين من تأسيس الفرقة منذ رحيل إيغور كافاليرا في عام 2006. كان باولو جونيور عضوا في سيبولتورا منذ عام 1985، هو العضو الوحيد الذي يظهر في كل إصداراتها. أما كيسر، الذي حل محل جايرو غيدز في عام 1987، قد عزف على جميع ألبومات الفرقة التسجيلية باستثناء الألبوم الأول مرة Morbid Visions عام 1986 و Bestial Devastation عام 1985.
أصدرت سيبولتورا أربعة عشر ألبوما تسجيليا حتى الآن، وآخرها Machine Messiah عام 2017. أنجح ألبوماتهم هو Arise عام 1991، Chaos A.D عام 1993 Roots عام 1996. باعت سيبولتورا أكثر من ثلاثة ملايين وحدة في الولايات المتحدة وحوالي 20 مليون في جميع أنحاء العالم،  وكسبت العديد من تصنيفات الذهب في جميع أنحاء العالم، بما في ذلك فرنسا،  أستراليا،  اندونيسيا،  الولايات المتحدة،  قبرص  وفي بلادهم البرازيل.

## معرض صور

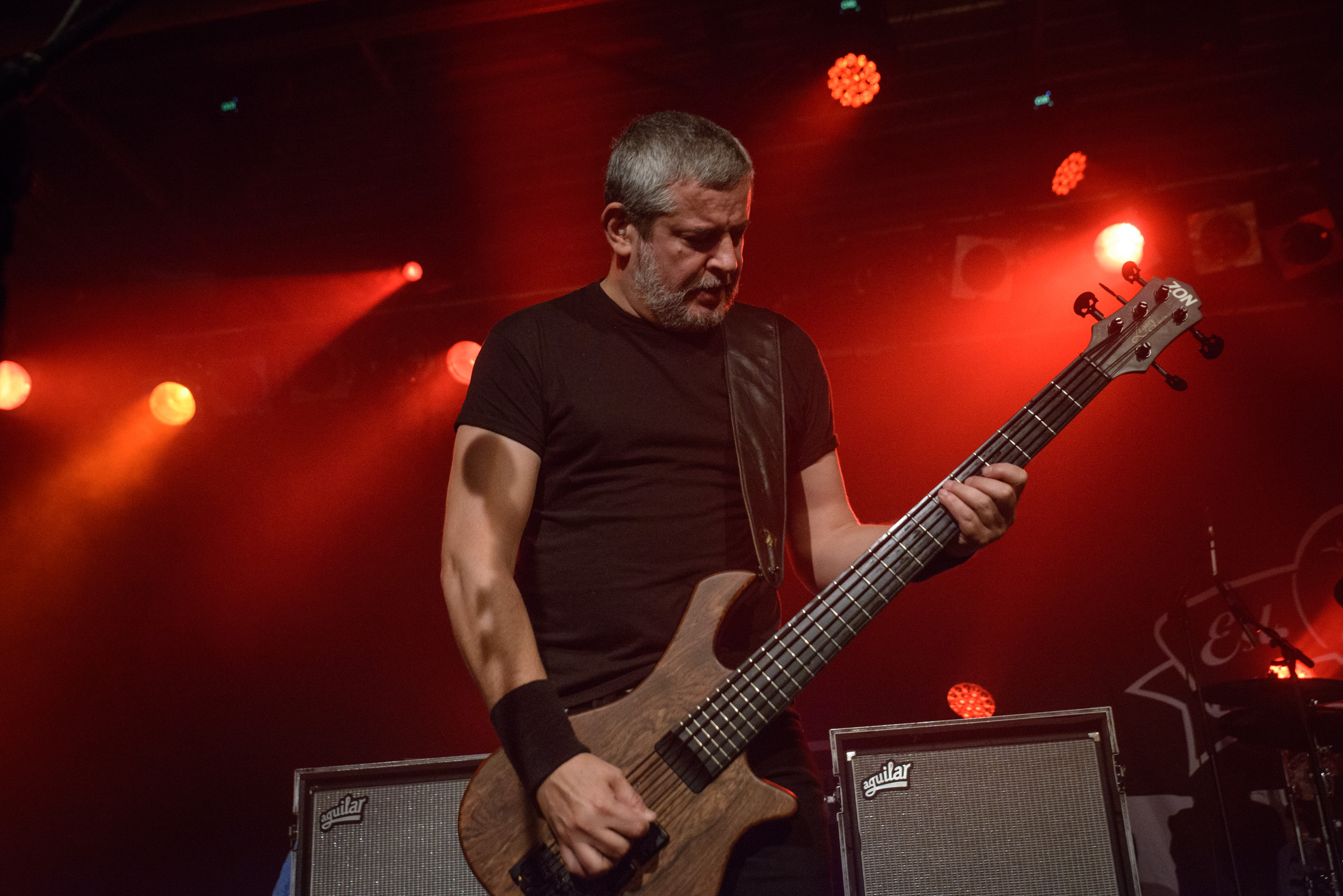
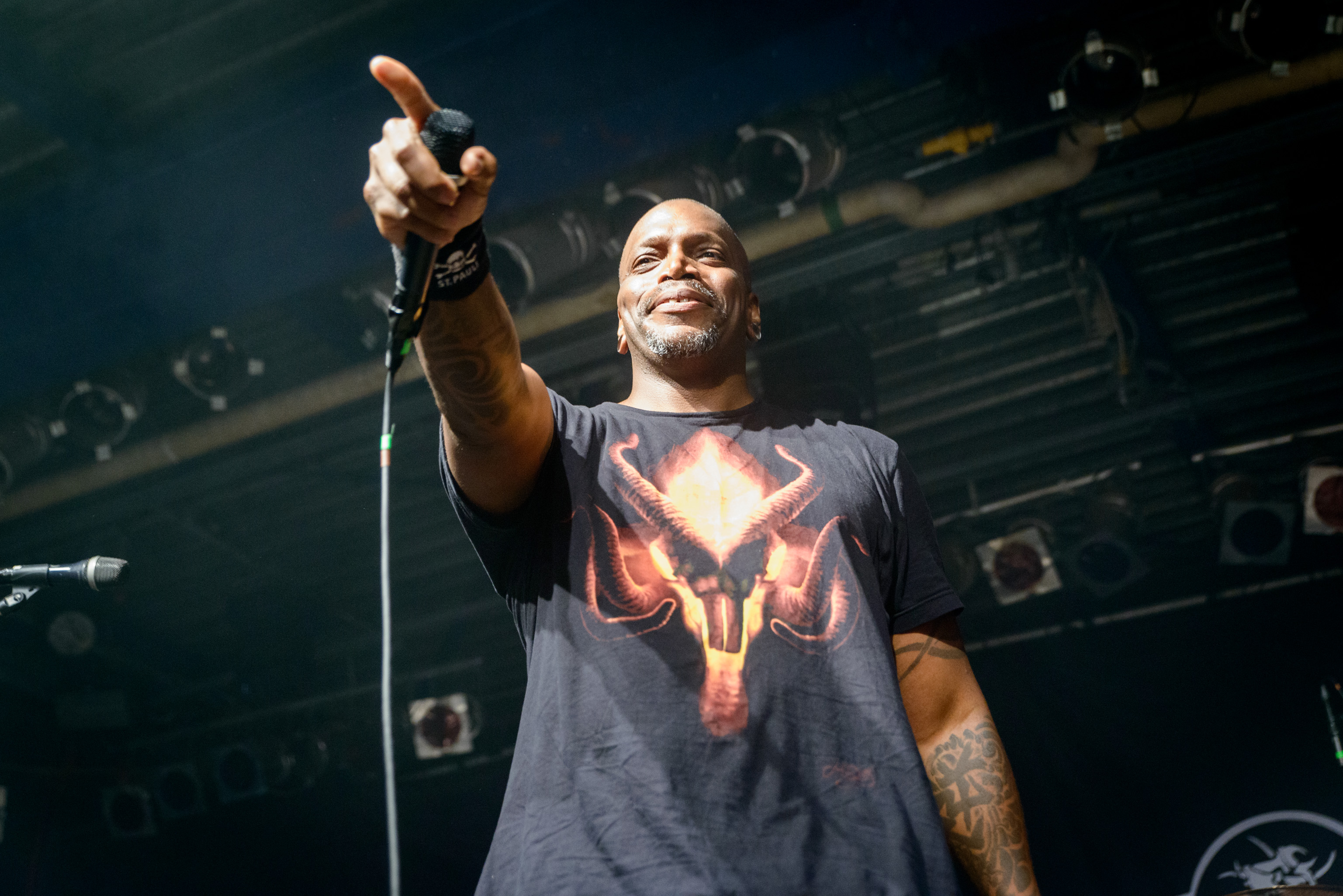
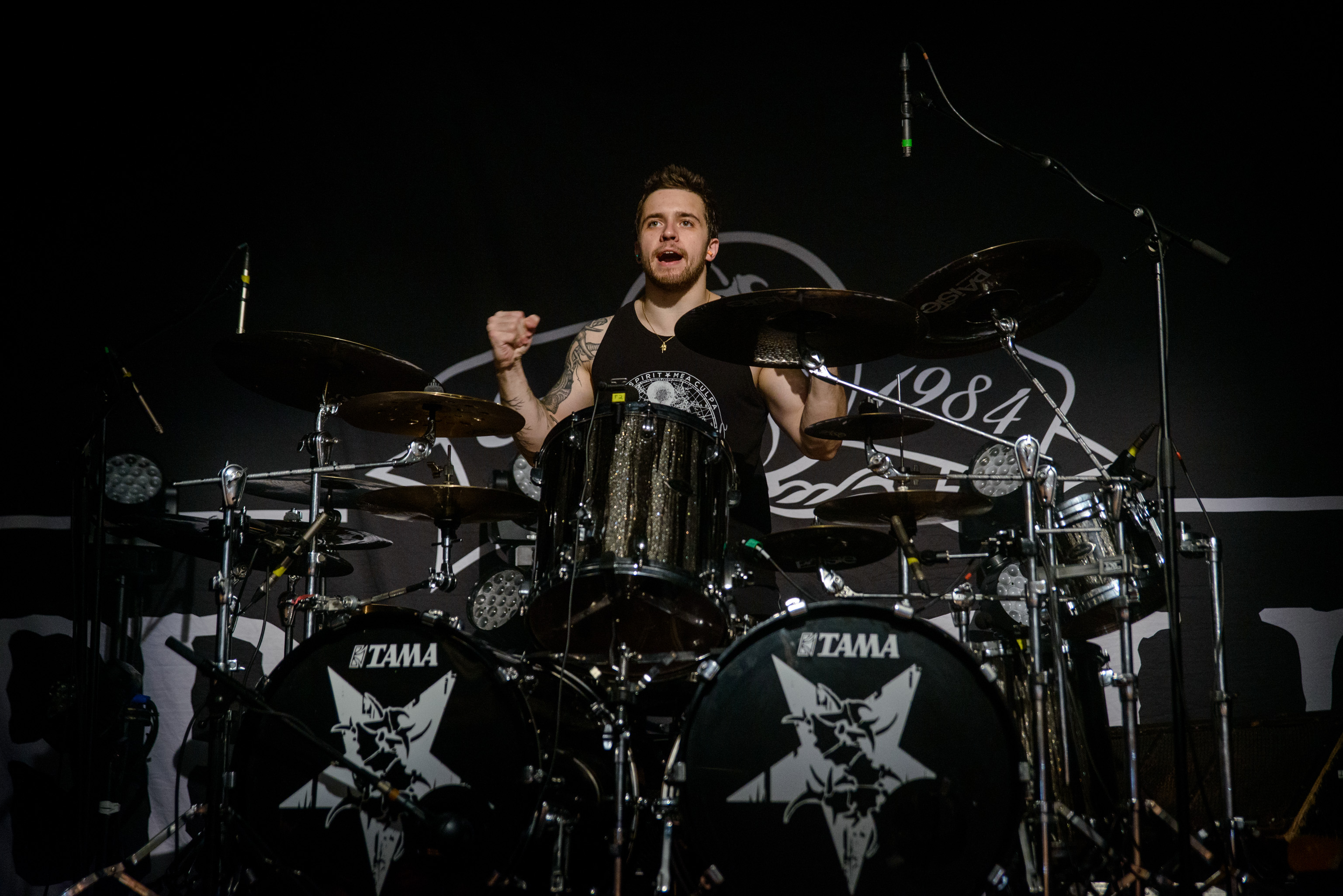
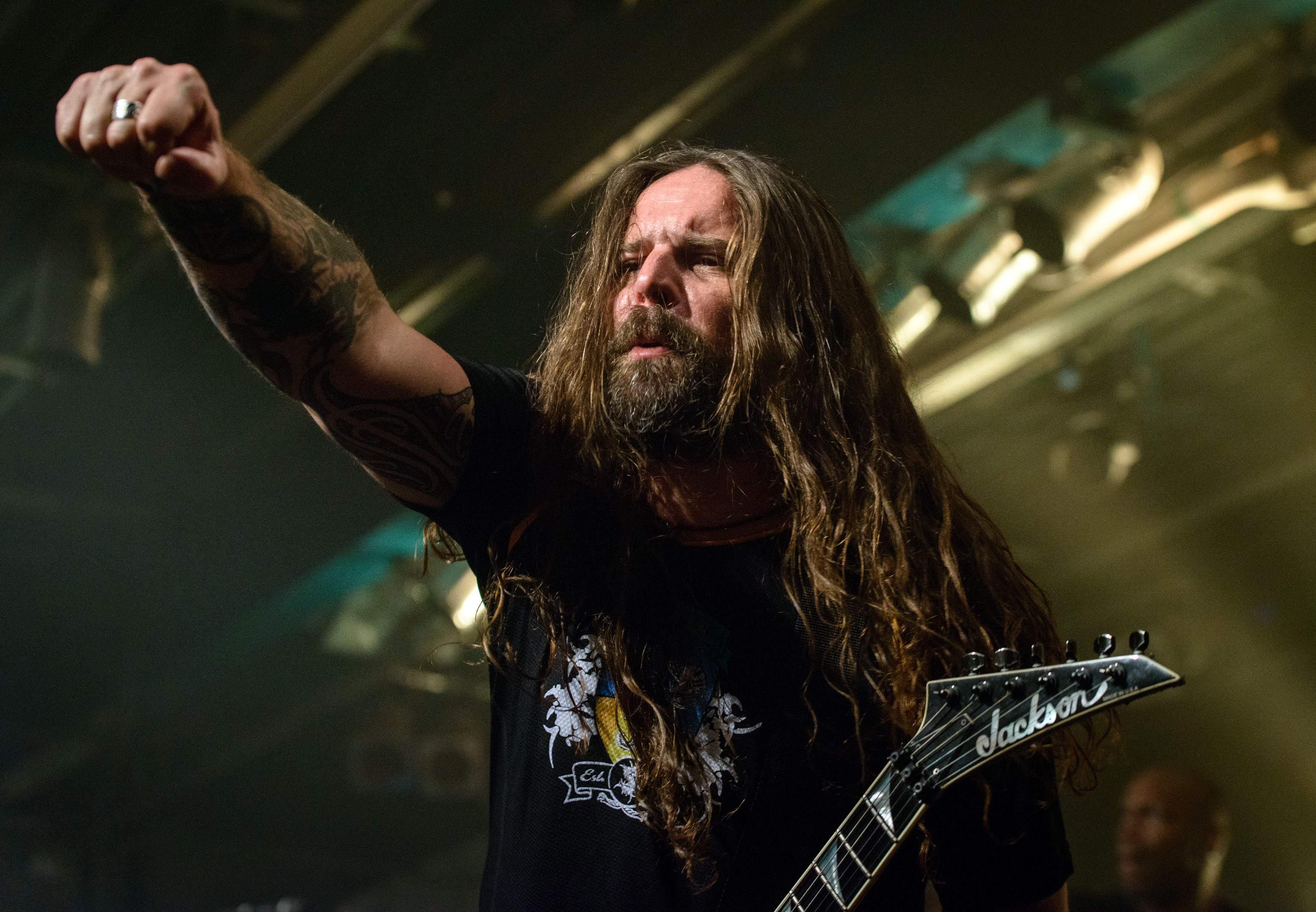

## وصلات خارجية
- سيبولتورا على موقع IMDb (الإنجليزية)
- سيبولتورا على موقع ميوزك برينز (الإنجليزية)
- سيبولتورا على موقع أول ميوزيك (الإنجليزية)
- سيبولتورا على موقع ديسكوغز (الإنجليزية)